# Ragnar Malm
Ragnar Malm   (Estocolm, 14 de maig de 1893 - Uppsala, 1 de març de 1959) va ser un ciclista suec, que va prendre part en tres Jocs Olímpics, els disputats entre 1912 i 1924, guanyant un total de tres medalles, una d'or, una de plata i una de bronze.
El 1912 va guanyar la medalla d'or en la contrarellotge per equips, formant equip amb Axel Persson, Erik Friborg i Algot Lönn. En la contrarellotge individual acabà el vuitè. El 1920 va guanyar la medalla de plata en la mateixa prova, aquest cop formant equip amb Harry Stenqvist, Sigfrid Lundberg i Axel Persson. En la contrarellotge individual acabà el setè. El 1924 va guanyar la medalla de bronze, altre cop en la contrarellotge per equips, aquest cop formant equip amb Gunnar Sköld i Erik Bohlin. En la contrarellotge individual acabà el dissetè.
A banda d'aquests èxits guanyà una dotzena de campionats nacionals en diferents especialitats de ciclisme.

## Palmarès
- 1912
  -  Campió de Suècia de CRI
  -  Medalla d'or als Jocs Olímpics de 1912 de contrarellotge per equips
- 1913
  -  Campió de Suècia de CRE
  - 1r al Nordisk Mesterskab en CRI
- 1915
  - 1r a Skandisloppet
- 1917
  -  Campió de Suècia de 100 km CRI
  - 1r a Skandisloppet
- 1918
  -  Campió de Suècia de 10 km en pista
  -  Campió de Suècia de CRI
  -  Campió de Suècia de CRE
  - 1r a Mälaren Runt
  - 1r a Skandisloppet
- 1919
  -  Campió de Suècia de 10 km en pista
  -  Campió de Suècia de CRE
  - 1r a Mälaren Runt
  - 1r a Skandisloppet
- 1920
  -  Medalla de plata als Jocs Olímpics de 1920 de contrarellotge per equips
  -  Campió de Suècia de 100 km CRI
  -  Campió de Suècia de 100 km CRE
- 1921
  -  Campió de Suècia de 100 km CRI
  - 1r a Mälaren Runt
- 1922
  -  Campió de Suècia de 100 km CRI
  - 1r a Mälaren Runt
  - 1r a Skandisloppet
- 1923
  - 1r a Mälaren Runt
- 1924
  - 1r a Skandisloppet
  -  Medalla de bronze als Jocs Olímpics de 1924 de contrarellotge per equips
- 1925
  - 1r a Sex-Dagars